# Daltjärnen, Dalarna
Daltjärnen är en sjö i Falu kommun i Dalarna och ingår i Dalälvens huvudavrinningsområde.